# Daniela Witten
Daniela M. Witten es una bioestadística americana. Es profesora y posee una cátedra dotada (endowed chair) Dorothy Gilford de Estadística Matemática en la Universidad de Washington. Su campo de investigación es el uso del aprendizaje automático aplicado a los datos multidimensionales.

## Biografía y educación
Witten estudió matemáticas y biología en la Universidad de Stanford, graduándose en 2005. Permaneció allí durante su posgrado y consiguió el título de máster en estadística en 2006. Le fue concedida la beca Gertrude Mary Cox de la Asociación Estadística americana en 2008. Escribió su tesis doctoral, Una descomposición matricial con penalización, y sus aplicaciones, bajo la supervisión de Robert Tibshirani. Trabajó con Trevor Hastie en análisis de correlación canónica. En la Universidad de Standford recibió varios premios, incluyendo una beca presidencial y una beca de investigación del National Defense Science and Engineering Graduate Fellowship program. Ha sido coautora del libro An Introduction to Statistical Learning, que es ampliamente usado para iniciarse en el campo del aprendizaje estadístico. El libro ganó Premio Ziegel en 2014.

## Investigación y carrera
Witten aplica el aprendizaje estadístico al tratamiento médico personalizado y la decodificación del genoma. Utiliza aprendizaje máquina aprendiendo para analizar conjuntos de dato en neurociencia y genómica. Una de sus preocupaciones es la creciente cantidad  de datos en biomedicina.
Fue nombrada profesora dotada en la Universidad de Washington en 2010. Fue galardonada con el  del NIH en 2011. Recibió el premio David P. Byar Young Investigator de la Asociación Estadounidense de Estadística por su trabajo Clasificación penalizada mediante el discriminante lineal de Fisher en 2011. Witten contribuyó al informe de 2012 Evolution of Translational Omics de buenas prácticas en llevar la investigación del uso de ómicas para la predicción de los resultados de una clínica. Ganó el Premio Genius de la revista Elle en 2012. En 2013 ganó una beca de la Fundación Alfred P. Sloan. Su grupo de investigación ha desarrollado una gama de paquetes de software de acceso abierto. También ha impartido un seminario del programa Big Data to Knowledge, y dio una charla TED en la Universidad de Washington titulada Cancer by Numbers.
Ganó una beca National Science Foundation CAREER en 2013, lo que le permitió desarrollar nuevos métodos estadísticos para el modelado gráfico. Fue becaria del programa PopTech Science Fellow en 2013,  y nombrada en lista Forbes 30 Under 30 en la categoría de Ciencia y Salud en 2012, 2013 y 2014. En 2015, Witten recibió el premio Raymond J. Carroll Young Investigator de la Universidad de Texas A&M. En 2018 fue nombrada investigadora de la Fundación Simons. Es editora asociada del Journal of the American Statistical Association.

## Reconocimiento público
El trabajo de Witten ha aparecido en las revistas Forbes, Elle y NPR . Ha sido entrevistada sobre big data por la Asociación Estadounidense para el Avance de la Ciencia . Fue nombrada en la lista de los 10 científicos que sacuden nuestro mundo por HowStuffWorks. En 2018, la Asociación Estadounidense de Estadística la reconoció como una de las mejores mujeres en ciencia de datos.
Witten fue elegida miembro de la Asociación Estadounidense de Estadística en 2020.